# ثيوكبريتات الصوديوم
ثيوكبريتات الصوديوم هو مركب كيميائي له الصيغة Na2S2O3، لكنه يتواجد غالباً بالشكل البلوري Na2S2O3.5H2O حيث يتساند مع خمس جزيئات من الماء.
بلوراته بيضاء، منحلة بالماء بشكل كبير.
يمتاز هذا المركب بخواصه المرجعة لذلك يدخل في العديد من التطبيقات.

## التحضير
من أكثر الطرق أهمية في تحضير هذا المركب هي التفاعل المباشر بين كبريتيت الصوديوم والكبريت الحر.
يركز السائل الناتج من التفاعل ويبلور.
البلورات الناتجة تُجرى عملية تعبئتها في حاويات مفرغة من الهواء، وذلك للحد من فقدان جزيئات الماء في الشكل البلوري جراء التماس مع الهواء الجوي (efflorescence).
طريقة أخرى للتحضير تعتمد على تمرير غاز ثاني أكسيد الكبريت على محلول ممدد من كبريتيد الصوديوم وكربونات الصوديوم (ليس أكثر من 10% لكليهما).
يستحصل ثيوكبريتات الصوديوم بالتبخير والبلورة.

## الاستخدامات
- يستخدم كمادة مضادة للـكلور بعد عملية قصر (تبييض) منتجات الـسيليلوز.
- يستخدم في التصوير الضوئي وذلك لإذابة مركبات هالوجينات الفضة غير المتأثرة وذلك من النسخ السالبة (negatives)، حيث يدعى بالاسم الشائع «هيبو hypo».
- يستخدم كمادة حافظة ضد التخمر في الصباغة، كما يدخل في تركيب المواد المثبتة للصباغ.

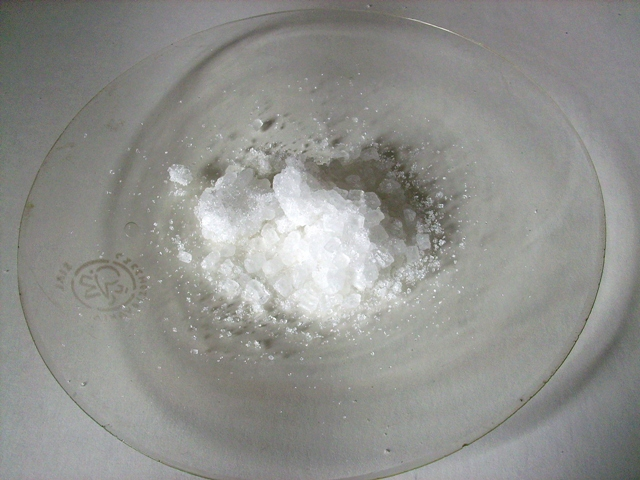
بلورات ثيوكبريتات الصوديوم